# لی وون-هی
لی وون-هی (انگلیسی: Lee Won-hee؛ زادهٔ ۱۹ ژوئیهٔ ۱۹۸۱) جودوکار اهل کره جنوبی است.